# Johnny le petit jet
Johnny le petit jet ou Bébé avion à réaction ( Little Johnny Jet) est un dessin animé réalisé par Tex Avery et sorti en 1953.

## Synopsis
John, un bombardier B-29 ancien héros de la Guerre du Pacifique est au chômage. Sa femme attend un bébé, et il s'avère que c'est un petit avion à réaction. Une grande course d'avions a lieu.

## Fiche technique
- titre original : Little Johnny Jet
- Titre français : Johnny le petit jet[1]
- Réalisation : Tex Avery
- Scénario : Heck Allen
- Production : Metro Goldwyn Mayer
- Producteur : Fred Quimby
- Musique : Scott Bradley
- Durée : 7 minutes
- Date de sortie : 18 avril 1953[2]

## Analyse
Le sujet est typique de la période de la guerre froide, la défense nationale a besoin du petit Johnny. L'écart de génération entre John l'avion à hélices dépassé et le petit Johnny à réaction ne semble pas pouvoir être comblé.

## Distribution
- Daws Butler : John le papa

## Distinctions
- Nommé pour l'Oscar du meilleur court métrage d'animation lors de la 25e cérémonie des Oscars